# عادل آذر
عادل آذر (۶ شهریور ۱۳۴۵ – ۷ مرداد ۱۴۰۱) مشاور رئیس‌جمهور و نیز رئیس مؤسسه عالی آموزش و پژوهش مدیریت و برنامه‌ریزی وابسته به سازمان برنامه و بودجه کشور در دولت سیزدهم، نماینده مجلس هفتم و رئیس پیشین دیوان محاسبات کشور و مرکز آمار ایران و استاد دانشگاه تربیت مدرس بوده‌است.
آذر در دورهٔ هفتم مجلس شورای اسلامی به‌عنوان نمایندهٔ دهلران در مجلس حضور داشت. او در فاصله سالهای ۱۳۸۹ تا ۱۳۹۵ برای مدت بیش از ۶ سال، ریاست مرکز آمار ایران را برعهده داشت.

## زندگی‌نامه
عادل آذر در ۱۳۴۵ در شهر دهلران، استان ایلام زاده شد. وی پس از اتمام دوره تحصیلات دبیرستان، در سال ۱۳۶۳ وارد دانشگاه علامه طباطبایی شد و در سال ۱۳۶۷ با موفقیت دوره لیسانس مدیریت صنعتی را به پایان برد. وی طی سال‌های ۱۳۶۷ تا ۱۳۷۰ دوره کارشناسی ارشد را از دانشگاه تربیت مدرس و دوره دکترای مدیریت را با گرایش پژوهش عملیاتی طی سال‌های ۱۳۷۰ تا ۱۳۷۴ از دانشگاه تهران اخذ کرد. وی مدرس دانشگاه تربیت مدرس با رتبه استاد بود. در سال ۸۳ پس از پیروزی در انتخابات مجلس، از زادگاهش دهلران، نماینده حوزه جنوب ایلام در مجلس شورای اسلامی شد آذر تنها نماینده حوزه جنوب دهلران از ابتدا تاکنون است که به‌صورت مستقیم و در دور اول با اکثریت آراء به مجلس راه یافته‌است. تألیف بیش از ۵۰ جلد کتاب در حوزه مدیریت، اقتصاد، آمار، کسب و کار و دانشگاه، نوشتن بیش از ۵۰۰ مقاله علمی و پژوهشی و مدیریت و نظارت در ده‌ها طرح عملیاتی از سوابق علمی و پژوهشی وی می‌باشد.

## حواشی
میعاد صالحی، مدیرعامل سابق صندوق بازنشستگی کشور در ۱۷ تیر ۱۳۹۹ ادعاهایی را علیه عادل آذر مطرح کرد؛ او در مصاحبه‌ای گفته‌است: «رئیس دیوان محاسبات از من خواست مدیر متخلف زیر مجموعه‌ام را برکنار نکنم، به حرفش گوش ندادم» و او «زمینه برکناری‌ام از صندوق را فراهم کرد». او همچنین در همین رابطه از دستگاه قضایی خواست به سوء استفاده‌های انجام شده توسط عادل آذر در دیوان محاسبات ورود و به این مهم رسیدگی کند. دیوان محاسبات کشور اظهارات صالحی را تکذیب کرده و مدعی شده‌است که این اظهارات پیش از انتخاب رئیس کل جدید دیوان محاسبات، جهت «شبهه‌افکنی در مسیر صحیح و قانونی انتخاب رئیس کل سازمان» و با «اغراض سیاسی» بیان شده‌اند. در بخش دیگری از بیانیهٔ این نهاد آمده‌است که سازمان بازرسی کل کشور هم طی نامه‌ای پاسخ و نظر مشابهی مبنی بر «عدم صلاحیت قانونی میعاد صالحی به دلیل عدم رعایت تبصره (۱) ماده (۱۷) قانون جامع رفاه و تأمین اجتماعی» ارائه نموده‌است.

## مرگ
آذر در شامگاه ۷ مرداد ۱۴۰۱ بر اثر ایست قلبی ریوی به‌دنبال جراحی دیسک کمر (دیسکوپاتی) در بیمارستان خاتم الانبیاء درگذشت.
با تصمیم فرماندار دهلران، ۱۰ مرداد همزمان با روز خاکسپاری در زادگاهش دهلران عزای عمومی اعلام شد.